# 伍德沃山
伍德沃山（英語：Mount Woodward），是南極洲的山峰，位於南喬治亞島北端，處於南極灣終點以東2.4公里，海拔高度770米，由英國南極名稱諮詢委員會命名，現時由英國海外領土管轄。